# 6543 Сенна
6543 Сенна (6543 Senna) — астероїд головного поясу, відкритий 11 жовтня 1985 року.
Тіссеранів параметр щодо Юпітера — 3,575.
Названо на честь Айртона Сенни (порт. Ayrton Senna da Silva; 1960–1994) — бразильського автогонщика, триразового чемпіона світу з автогонок у класі Формула-1.